# مونیدا (مونتانا)
مونیدا (به انگلیسی: Monida) یک منطقهٔ مسکونی در ایالات متحده آمریکا است که در Beaverhead County واقع شده‌است. مونیدا ۲٬۰۶۹٫۰۱ متر بالاتر از سطح دریا واقع شده‌است.